# NGC 4707
NGC 4707 is een spiraalvormig sterrenstelsel in het sterrenbeeld Jachthonden. Het hemelobject werd op 26 april 1789 ontdekt door de Duits-Britse astronoom William Herschel.

## Synoniemen
- UGC 7971
- MCG 9-21-50
- DDO 150
- ZWG 270.25
- 1ZW 43
- PGC 43255